# 趙浩成

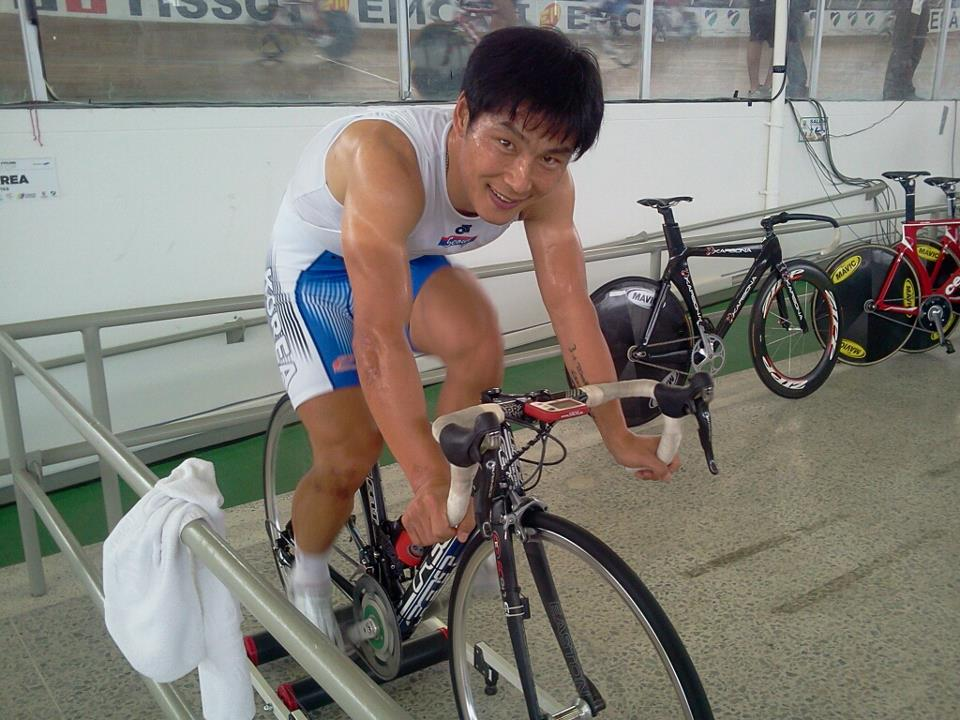
2011Cali WorldCup

趙 浩成（조 호성、チョ・ホソン Cho Ho-Sung、1974年6月15日 - ）は、大韓民国の自転車競技選手。元韓国競輪の選手。

## 来歴
1998年、アジア大会
- 団体追い抜き 優勝。

1999年のトラックレース世界選手権（ベルリン）・ポイントレースで3位に入り、韓国選手として初めて、同大会のメダリストとなった。
2002年
- アジア大会
  - ポイントレース 優勝
  - マディソン 優勝

2004年に韓国競輪の選手となる。
2005年
- 第25回アジア自転車競技選手権大会・ケイリン 優勝。
- 11月、エキシビションレース（車券発売を行わないレース）である第6回日韓親善競輪（西武園競輪場）で優勝。同レースは、2006年、光明ドーム競輪場で行われた第7回も優勝。

2008年限りで韓国競輪界を引退。2012年のロンドンオリンピックを目指すため、自転車競技選手に戻った。
2009年
- 韓国選手権・個人ロードレース 優勝
- ツール・ド・ソウル 優勝

2010年
- 第30回アジア自転車競技選手権大会
- ポイントレース 優勝
- オムニアム 優勝
- 団体追い抜き 優勝

2011年
- 第31回アジア自転車競技選手権大会 オムニアム 優勝

2013年
- 第33回アジア自転車競技選手権大会
  - スクラッチ 優勝
  - ポイントレース 優勝